# John Joseph Gabriel O'Byrne
Pour les articles homonymes, voir O'Byrne.
John Joseph Gabriel O'Byrne (Rabastens, 20 février 1878-Bresson, 21 mars 1917), est un officier de marine français. 

## Biographie
Il entre à l'École navale en octobre 1896 et en sort aspirant de 1re classe en octobre 1899. Il sert alors sur le cuirassé Charles Martel en escadre de Méditerranée et passe en 1900 sur le croiseur Friant en Extrême-Orient et prend part aux opérations menées sur les côtes chinoises. 
Enseigne de vaisseau (octobre 1901), il embarque en 1903 sur le cuirassé Charlemagne puis passe sur le croiseur Linois (1904) puis sur le cuirassé Suffren (1905) en escadre de Méditerranée. 
Officier en second de la flottille des torpilleurs de Bizerte (1907), il est envoyé l'année suivante aux sous-marins en tant que second du Gnôme. Passé sur le sous-marin Follet (1910) (ancien Farfadet), il est promu lieutenant de vaisseau en mars 1910 et commande en janvier 1911 le sous-marin Anguille à Toulon. 
Commandant du sous-marin Curie (1912-1914), il est nommé à la fin de 1914 aux patrouilles de l'Adriatique et y reçoit la mission de forcer les passes de Pula et d'y attaquer l'escadre autrichienne qui s'y était réfugiée. O'Byrne réussit sa mission mais son sous-marin est pris dans des filets de protection de la rade et, malgré cinq heures d'efforts, ne put s'en détacher. Contraint de faire surface, il est violemment bombardé par l'escadre autrichienne. O'Byrne parvient à faire évacuer son équipage mais, grièvement blessé par dix-neuf éclats d'obus, est fait prisonnier. 
Rapatrié en novembre 1916, il meurt des suites de ses blessures le 21 mars 1917 au château de Montavit à Bresson (Isère). Il est inhumé à Rabastens.

## Hommages et distinctions
- Chevalier de la Légion d'honneur
- Médaille d'or de la valeur militaire italienne
- Cité à l'ordre de l'Armée navale : « A fait preuve du plus grand héroïsme en pénétrant au fond d'un port ennemi malgré la multiplicité des moyens de défense, a lutté avec la plus grande énergie pour échapper à l'ennemi, et a coulé le bâtiment pour éviter qu'il ne tombe entre ses mains ».
- Une rue de Rabatens a été nommée en son honneur.
- Une classe de sous-marin porte également son nom.